# Banco de España
De Banco de España ("Bank van Spanje") is de centrale bank van Spanje. De bank maakt deel uit van het Europees Stelsel van Centrale Banken. Het hoofdgebouw is gevestigd aan de Calle de Alcalá bij het plein Plaza de Cibeles in de Spaanse hoofdstad Madrid.
De bank geeft de Spaanse eurobiljetten en -munten uit, overziet het Spaanse banksysteem, beheert de eigen valuta- en edelmetaalreserves van Spanje en adviseert de Spaanse overheid op economisch en monetair terrein. De bank is echter niet meer verantwoordelijk voor het monetair beleid van Spanje. Sinds Spanje in 1999 zich verbond aan de EMU is dit in handen van de Europese Centrale Bank.
De gouverneur van Banco de España wordt benoemd door de Spaanse overheid. Sinds 2018 dient de econoom Pablo Hernández de Cos als gouverneur van de bank.
De bank heeft een omvangrijke kunstcollectie, waaronder werk van Picasso en Tàpies en een serie portretten van koning Carlos III die Goya op commissie schilderde.
Het nabijgelegen metrostation Banco de España is vernoemd naar de bank.

## Geschiedenis

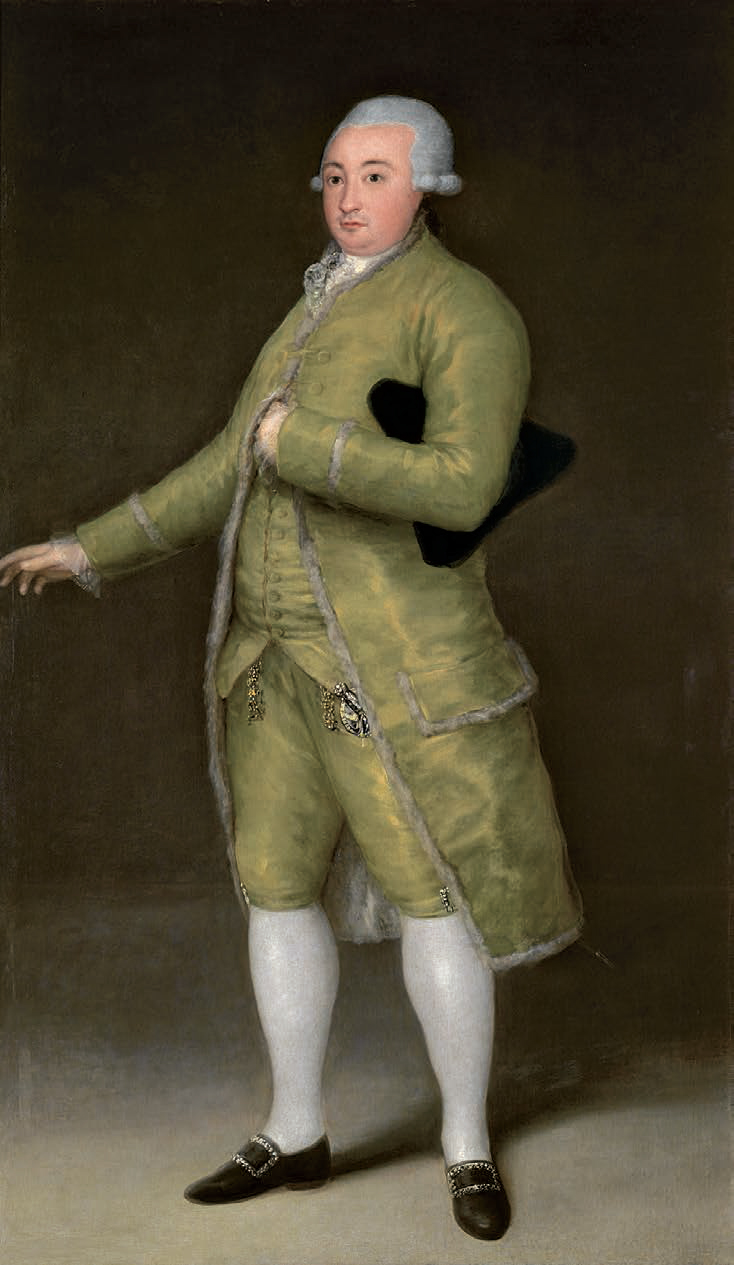
De Frans-Spaanse bankier Francisco Cabarrús nam het initiatief tot de voorloper van de bank

De bank werd gevestigd in 1782 door koning Carlos III onder de naam Banco Nacional de San Carlos, op initiatief van de Frans-Spaanse bankier Francisco Cabarrús. Na de Franse revolutionaire en napoleontische oorlogen in Spanje (1793-1814) had de Spaanse staat een schuld van meer dan 300 miljoen real bij de bank opgebouwd. Op aan deze schuld te voldoen, vestigde de Spaanse minister van financiën in 1829 een fonds van 40 miljoen real waartegen de bank binnen Madrid haar eigen bankbiljetten kon uitgeven. Hierbij kreeg de bank ook een nieuw naam, Banco Español de San Fernando.
In 1847 fuseerde de bank met een concurrent, de drie jaar eerder gevestigde Banco de Isabel II. Hierbij behield de bank haar naam. In 1856 kreeg de bank haar huidige naam, Banco de España. De bank werd in 1874 door de Spaanse staat het alleenrecht verleend op het uitgeven van Spaanse bankbiljetten.
In 1936, enkele maanden na het uitbreken van de Spaanse Burgeroorlog, werd het grootste deel van de goudreserves van de Banco de España door de republikeinse regering overgebracht naar de Sovjet-Unie en gebruikt om de oorlog te financieren. Dit zogenaamde Moskougoud bestond uit 510 ton goud, 72,6% van de goudreserves van de bank. De rest van de goudreserves, 193 ton goud, werd overgebracht naar Frankrijk.
Generaal Franco plaatste de bank in 1946 onder strenge overheidscontrole. De bank werd in 1962 formeel genationaliseerd.
Bij de intrede van Spanje in de Economische en Monetaire Unie van de Europese Unie in 1999 ging de bank deel uitmaken van het Europees Stelsel van Centrale Banken.